# Міллер Дмитро Петрович
Дмитро́ Петро́вич Мі́ллер (1 листопада 1862, Котельва — 14 червня 1913, Харків) — український історик, краєзнавець, белетрист. Фаховий дослідник правової історії Гетьманщини й Слобожанщини XVIII ст.
Учень академіка Дмитра Багалія.

## Біографія
Народився у Котельві Полтавської області у дворянській родині.
По закінченні гімназії в Охтирці вступив до харківської Першої чоловічої гімназії. Після цього навчався на історико-філологічному факультеті Харківського університету, який закінчив з відзнакою у 1888 р. У студентські роки захоплювався філософією, літературою, всесвітньою історією, історією церкви, о особливо, Історією України. Працював у газеті «Южный край» та одночасно (від 1895) помічником бібліотекаря у бібліотеці Харківського університету. Друкував статті у різних виданнях, з кінця 1903 р. увійшов у склад фактичних редакторів «Южного края».
Член Харківського історико-філологічного товариства.
Помер 14 червня 1913 р. у Харкові. Був похований на міському Івано-Усікновенському кладовищі. На початку 70-х років 20-го сторіччя поховання було перенесено на харківське кладовище № 13.

## Наукова діяльність
Досліджував історію Слобідської і Лівобережної України, українського права. В основу більшості своїх праць поклав документи історичного архіву, що був у розпорядженні історико-філологічного товариства.
В останні роки свого життя Міллер працював над історією ремісничих цехів в Україні-Гетьманщині.

## Праці
Перша наукова праця Дмитра Міллера «Голштинські набори у Малоросії» (1892) була опублікована в журналі «Кіевская старина».
Найважливіші роботи Дмитра Міллера з історії Лівобережної України: «Суди земські, міські та підкоморські у 18 ст.» (1895) та «Перетворення козацької старшини на дворянство» (1897). Історик видав брошури про О. Розумовського і Г. Потьомкіна, Х. Алчевську, Д. Багалія, підготував історичні розділи до 8-го тому видання «Народная энциклопедия» (1912), уклав огляд архівів Харківської губернії та опублікував чимало науково-популярних статей.
Найвизначніша праця Дмитра Петровича написана у співавторстві з Д. Багалієм — «Історія міста Харкова за 250 років його існування».
- 1892 — «Голштинські набори у Малоросії»
- 1895 — «Суди земські, міські та підпоморські у 18 ст.»
- 1897 — «Перетворення козацької старшини на дворянство»
- 1895, 1901 — «Заселеніе Новороссійскаго края и Потемкинъ», 2-е изданіе. — Харьковъ, Харьковское Общество распространенія в народѣ грамотности. — 40 с.
- 1905, 1912 — «Історія міста Харкова за 250 років його існування» (у співавторстві з Д. Багалієм)